# Kudi Müller
Kudi Müller (Luzern, 9 mei 1948) is een Zwitsers voormalig voetballer en coach die speelde als aanvaller.

## Carrière
Müller begon zijn carrière bij FC Emmenbrücke maar speelde goed en wist een transfer naar FC Luzern te versieren. Na Luzern speelde hij twee seizoenen voor Grasshopper. Hij stapte in 1973 over naar het Duitse Hertha BSC waar hij bleef spelen tot in 1975. Van 1975 tot 1977 speelde hij voor Servette FC Genève, nadien speelde hij nog voor BSC Young Boys.
Hij speelde 38 interlands voor Zwitserland waarin hij zeven keer kon scoren.
Na zijn spelersloopbaan was hij nog coach van SC Kriens en FC Luzern.